# Hanna Henderson
Hanna Henderson (25 de enero de 2002) es una deportista canadiense que compite en natación. Ganó dos medallas de bronce en el Campeonato Mundial Junior de Natación de 2019, en las pruebas de 4 × 100 m estilos y 4 × 100 m estilos mixto, y una medalla de bronce en el Campeonato Pan-Pacífico Junior de Natación de 2018.